# Жан-Ноель Ук
Жан-Ноель Ук (фр. Jean-Noël Huck, нар. 20 грудня 1948, Мюциг) — французький футболіст, що грав на позиції півзахисника, насамперед за «Ніццу» та національну збірну Франції.
По завершенні ігрової кар'єри — тренер.

## Клубна кар'єра
У дорослому футболі дебютував 1967 року виступами за команду «АС Мюциг» з рідного однойменного міста.
Протягом 1968—1971 років захищав кольори клубу «Страсбур», звідки був запрошений до «Ніцци». Відіграв за команду з Ніцци наступні сім сезонів своєї ігрової кар'єри, здебільшого був її основним гравцем. Двічі у її складі ставав віцечемпіоном Франції, а одного разу — фіналістом національного кубка.
Згодом з 1978 по 1985 рік грав у складі команд «Париж», «Парі Сен-Жермен», «Мюлуз» та «Страсбур».
Завершував ігрову кар'єру в «Генгамі», за який виступав протягом 1985—1986 років.

## Виступи за збірну
1970 року дебютував в офіційних матчах у складі національної збірної Франції.
Загалом протягом шестирічної кар'єри в національній команді провів у її формі 17 матчів.

## Кар'єра тренера
Перший досвід тренерської роботи отримував 1985 року, поєднуючи виступи за «Страсбур» з керівництвом діями команди на полі. Протягом частини 1986 року був також граючим тренером «Генгама».
Згодом, вже остаточно завершивши ігрову кар'єру, у 1990—1991 роках був головним тренером «Ніцци».